# Fadinha-do-eyre
Fadinha-do-eyre  (Amytornis goyderi) é uma espécie de ave da família Maluridae.

## Distribuição
É endémica da Austrália.